# Старая Станица (Краснодарский край)
Ста́рая Стани́ца — станица в муниципальном образовании «город Армавир» Краснодарского края. Административный центр и единственный населённый пункт Старостаничного сельского округа.

## География
Станица расположена на правом берегу реки Кубань напротив города Армавира, с которым связана автомобильным мостом.

## Население
| 1979 | 2002  | 2010  | 2012  | 2021  |
| ---- | ----- | ----- | ----- | ----- |
| 8578 | ↘7054 | ↗7612 | ↘7102 | ↘6449 |

Национальный состав
По данным Всероссийской переписи населения 2010 года:
| Народ   | Численность, чел. | Доля от всего населения, % |
| ------- | ----------------- | -------------------------- |
| русские | 5 675             | 74,55 %                    |
| армяне  | 1 701             | 22,35 %                    |
| другие  | 236               | 3,10 %                     |
| всего   | 7 612             | 100 %                      |